# 西南学院大学ラグビー部
西南学院大学ラグビー部（せいなんがくいんだいがくらぐびーぶ、Seinan Gakuin Univ Rugby Football Club）は九州学生ラグビーフットボールリーグAリーグに所属する西南学院大学のラグビー部。略称は西南（せいなん）、西南大（せいなんだい）。1928年に創部され、1994年度には全国大学ラグビーフットボール選手権大会に出場し、全国地区対抗大学ラグビーフットボール大会では3連覇を含む6度の優勝を果たしている。

## タイトル
- 全国大学ラグビーフットボール選手権大会 : 0回　（出場1回）
- 全国地区対抗大学ラグビーフットボール大会 : 6回　（出場12回）
  - 優勝：1950、1951、1952、1958，1959、1961

※年は全て年度。

## 2023年度　幹部
- 伊藤大進 - 主将、FL
- 西山征太郎 - 副将、FL
- 梅嵜正永 - 副将、WTB